# خانه احترام تصمیم حقیقی
خانه احترام تصمیم حقیقی مربوط به دوره قاجار است و در شیراز، محله سنگ سیاه، بن‌بست بهاران، پلاک ۲۰ واقع شده و این اثر در تاریخ ۱۰ خرداد ۱۳۸۲ با شمارهٔ ثبت ۸۶۹۰ به‌عنوان یکی از آثار ملی ایران به ثبت رسیده است.